# Charálambos-Stávros Kondonís
Charálambos-Stávros Kondonís (en grec Χαράλαμπος-Σταύρος Κοντονής), né le 21 juin 1963 à Zante en Grèce, est un homme politique grec.

## Biographie
Aux élections législatives grecques de janvier 2015, il est élu député au Parlement grec sur la liste de la SYRIZA dans la circonscription de Zante.